# Момчето, което беше цар
„Момчето, което беше цар“ (на английски: The Boy Who Was a King) е българo-германски филм от 2011 г. на режисьора Андрей Паунов. Филмът разказва за удивителната история на Симеон Сакскобургготски – от изгнаническото му детство на момче цар през славното му завръщане като министър-председател.

## Сюжет
На 6-годишна възраст Симеон Сакскобургготски провежда първия си телефонен разговор – информират го за внезапната смърт на баща му цар Борис III и новината, че трябва да застане начело на България, като неин цар. Само 3 години по-късно 9-годишният цар е свален от новата социалистическа власт и той, и семейството му са прогонени от България. Минават близо 50 години преди падането на социалистическия режим, а на Симеон му е позволено да се завърне в своето отечество. Тълпи от хора аплодират с призива „Искаме си Царя!“, въпреки че титлата вече не съществува. През 2001 г. Симеон създава политическа партия НДСВ (тогавашна абревиатура на „Национално движение Симеон Втори“), на изборите същата година печели мнозинството от гласове и става 48-ият министър-председател на Република България. Това е труден период на преход на страната с 80 на 100 безработица.

## Премиери
Премиерата на „Момчето, което беше цар“ се състои на 15 юни 2012 г. с една-единствена прожекция в зала 1 на НДК. Световната премиера на филма е излъчена по телевизионния канал HBO.